# Francisco Echaurren
Francisco de Paula Echaurren García-Huidobro (Santiago de Chile, 21 de octubre de 1824 - Ibidem, 15 de noviembre de 1909), fue un político chileno.
Ejerció diversos cargos públicos en su país, como militante del Partido Liberal, entre ellos el de diputado, intendente y ministro de guerra.

## Primeros años de vida
Hijo de José Gregorio de Echaurren Herrera y Juana García-Huidobro Aldunate. 
Realizó sus estudios en Santiago, luego de lo cual se dedicó al oficio de rentista.
Perteneció a la primera generación de políticos nacidos ya en la República, cuyo compromiso con un Chile más liberal lo llevaría a apoyar la revolución de 1851. Vencidos los liberales por las fuerzas gubernamentales, emprendería el camino al exilio transformando el desánimo y la zozobra de aquella amarga derrota en la aventura de zarpar de Valparaíso en 1852 y no regresar a la ciudad puerto hasta 1857 tras haber cruzado el ancho mundo. Después de viajar por los cinco continentes, regresó a Chile.
Nunca contrajo matrimonio.

## Vida pública
Fue diputado suplente en dos oportunidades por Quillota (1864-1867) y por Combarbalá (1870-1873).
En el interregno de los dos periodos anteriores ejerció el cargo de Diputado, ahora como titular por Quillota (1867-1870).
Fue integrante del Congreso Constituyente de 1870, cuyo objetivo fue reformar la carta fundamental de 1833.
Fue nombrado Intendente de Santiago por dos períodos consecutivos; ocupó el mismo cargo en Valparaíso en 1870, siendo considerado como un modelo de Intendente por sus dotes de organizador y su filantropía.
Como intendente de Santiago, fue miembro de una comisión nominada por decreto del presidente don José Joaquín Pérez, para formular un reglamento en que se determine la manera más adecuada para hacer dos exposiciones públicas que tendrán lugar: una en septiembre, para animales y otra en enero de 1869 para toda clase de maquinarias y útiles de labranza, designando los premios que puedan otorgarse.
Fue designado Ministro de Guerra y Marina de Chile, por el presidente don José Joaquín Pérez Mascayano, el 13 de noviembre de 1868, cargo que sirvió hasta el 2 de agosto de 1870.
En 1879 el ministro Antonio Varas al comienzo de la Guerra del Pacífico creó la Intendencia y Comisaría General del Ejército y Armada en campaña, cuya intendencia dirigió. A raíz de la Captura del vapor Rímac, tuvo que renunciar a este cargo.
Fue un gran benefactor; se preocupó por ayudar a los huérfanos y viudas de la Guerra del Pacífico. En diciembre de 1881 quiso formar un asilo para los huérfanos de esta guerra, naciendo así el actual Templo de la Gratitud Nacional.